# Lincoln (New Hampshire)
Lincoln – miasto w Stanach Zjednoczonych, w stanie New Hampshire, w hrabstwie Grafton.